# Жигор
Жигор (фр. Gigors) насеље је и општина у Француској у региону Прованса-Алпи-Азурна обала, у департману Горњопровансалски Алпи која припада префектури Форсалкје.
По подацима из 2011. године у општини је живело 60 становника, а густина насељености је износила 4,38 становника/km². Општина се простире на површини од 13,69 km². Налази се на средњој надморској висини од 875 метара (максималној 1.586 m, а минималној 806 m).

## Демографија
| 1962. | 1968. | 1975. | 1982. | 1990. | 1999. | 2011. |
| ----- | ----- | ----- | ----- | ----- | ----- | ----- |
| 20    | 29    | 34    | 37    | 39    | 41    | 60    |

График промене броја становника у току последњих година